# Семе (нафтогазове родовище)
Семе — офшорне нафтогазове родовище у Гвінейській затоці в економічній зоні Беніну.

## Характеристика
Семе розташоване за 12 миль від узбережжя в районі з глибинами моря 60 метрів. Поклади нафти виявлені у відкладеннях пізньої крейди (туронський ярус). Крім того, станом на 1994 рік нові дослідження показали наявність 2,2 млрд м3 запасів газу у формації (свиті) Ісе, котра відноситься до раннього крейдяного періоду (неоком — сеноман). Колектори — пісковики.
Родовище відкрила у 1968 році компанія із США, проте через незначні запаси вона не виявила бажання провадити його розробку. Наприкінці наступного десятиліття цим зацікавилася норвезька компанія Saga Petroleum AS, котра, зокрема, використала гарантований урядом Норвегії кредит у розмірі 110 млн доларів США. Розробку організували з використанням трьох платформ для розміщення фонтанних арматур (P-1, P-2 та P-3), одна з яких одночасно виконувала функцію виробничої. Крім того, існували дві допоміжні платформи-сателіти (М-1 та М-2). Видобута нафта постачалась до розташованих на суходолі резервуарів. Буріння свердловин здійснювалось за допомогою збудованого спеціально під проект самопідіймального судна Amazone.
Видобуток на Семе розпочався у 1982-му з рівня 5000 барелів на добу, та за два роки сягнув піку на позначці в 7600 барелів. Проте проект зіткнувся з кількома обставинами, які погіршили його фінансові показники. Так, перша пробурена свердловина, так само як і її боковий стовбур, виявилися сухими. Крім того, бурова установка внаслідок пошкодження однієї з опор потребувала тривалого ремонту. Нарешті, велика кількість високоплачуваного норвезького персоналу та необхідність обслуговування займу потягла за собою високі операційні витрати, так що після їх відшкодування частка Беніну в продукції становила лише 7 %. На цьому тлі наприкінці 1980-х контроль над розробкою перебрала місцева компанія Projet Petrolier de Seme. Було досягнуто домовленості про списання половини заборгованості за кредитом і продано коштовну бурову установку. Завдяки цим заходам, а також тому, що більшість необхідних капітальних витрат було зроблено в початковому періоді, в 1993-му вдалось відновити позитивний грошовий потік.
Втім, уже 1997-го на тлі падіння цін на нафту розробка зупинилась. На той момент рівень видобутку впав до 1200 барелів на добу, а обсяги продукованої свердловинами води перевищували обсяги нафти. Всього з 1982 по 1997 роки з родовища видобули 21 млн барелів нафти.
У 2004 році права на розробку отримала південноафриканська компанія SAPETRO. Наприкінці 2013-го вона почала роботи з відновлення видобутку. Очікувалось, що завдяки використанню спеціальних хімікалій для закачування у пласт та покращеній технології вилучення нафти із суміші вдасться досягти пікового видобутку на рівні 6000 барелів на добу та продовжити термін експлуатації Семе на 16 років. Крім того, для зменшення витрат вода, отримана з установки очистки, відводитиметься через трубопровід довжиною 1,5 км до Гвінейської затоки, що є значно дешевшим, аніж пошук шляхів її утилізації на суходолі. Також була запланована додаткова бурова програма із трьох видобувних та однієї розвідувальної свердловин. Саме з останньої у листопаді 2013-го почало роботи бурове самопідіймальне судно Noble Craighead. Втім, ця свердловина глибиною 2300 метрів виявилась невдалою, а з пробурених у 2014—2015 роках трьох видобувних свердловин одна через проблеми при бурінні так і не була освоєна. В підсумку рівень видобутку змогли довести лише до 2500 барелів на добу.